# 謝志強 (足球運動員)
謝志強（Tse Chi Keung Adam，1990年6月22日—），生於英格蘭索爾福德市，港愛混血兒，愛爾蘭足球運動員，其父親為香港人而母親則是愛爾蘭人，而其弟弟謝家強現時效力於香港超級聯賽球會傑志。

## 球員生涯
謝志強生於英格蘭索爾福德市，於童年時不像弟弟謝家強般沒有加盟任何職業球會的青年學院反而一直在曼徹斯特市的非聯賽球隊效力，於2013年1月來港探望他效力甲組球會南華的弟弟謝家強並且獲弟弟引薦到南華試腳，而他在試腳幾日後獲南華教練團滿意其表現直到1月23日與南華簽約加盟。由於謝志強家屬是香港人使他能以本地球員身份註冊本地賽事惟還未持有香港特區護照的他不能以香港球員身份出戰國際賽或亞洲球會級賽事，加盟後他於2013年2月2日主場對太陽飛馬的聯賽於69分鐘後備入替首度為南華上陣更在補時階段因衝門導致飛馬門將接球不穩由隊友迪亞高乘機頂入空門協助南華迫和1–1完場，結果他於聯賽上陣4場後離隊。

## 家庭生活
謝志強父親為香港人而母親則是愛爾蘭人，其祖父母早年在曼徹斯特市開餐館而其弟弟謝家強於2012年8月12日來港發展以自由身與南華簽約成為歷來第五名來港效力的愛爾蘭球員，其後當謝志強都於2013年1月加盟南華後兩兄弟在職業生涯首度合作，直到2017年6月南華宣佈經重新檢視球隊近年發展後決定來屆退出港超聯轉戰甲組聯賽培育青年球員使弟弟與地區球會和富大埔簽約。

## 外部連結
- 香港足球總會網頁球員註冊資料（页面存档备份，存于）